# 中新连齿鲨属
中新连齿鲨属（学名：Miosynechodus）是生活在中新世的斯里兰卡的一属已灭绝的鲨鱼。在地质史上，它是已知最年轻的弓鲛。